# Rafael Levaković
Rafael Levaković (u bugarskim izvorima: Рафаил Левакович) (Jastrebarsko, oko 1590. – Zadar, 1650.) hrvatski prevoditelj i povjesničar, franjevac. Bio je naslovni smederevski i ohridski biskup, te kanonik kaptola zagrebačke biskupije.

## Životopis
Rođen je u Jastrebarskom, gdje je i stupio u franjevački red. Obrazovanje je stekao na Trsatu, gdje mu je učitelj i mentor bio Franjo Glavinić. Studij nastavlja u Italiji. Nakon završetka studija djeluje u Rimu, gdje je u službi Zbora za širenje vjere cenzurirao izdanja na hrvatskom jeziku i radio na sjedinjenju pravoslavnih kršćana u Hrvatskoj s rimskom crkvom. U Rimu je objavljivao hrvatske glagoljske knjige te priređivao liturgijske knjige i katekizme. Pod utjecajem rusinskih unijata koji su boravili u Rimu i potporom Zbora za širenje vjere, u hrvatsko-glagoljske knjige unosio je mnogo rusizama. Za rimsku kuriju obavljao je i vjerske i diplomatske poslove u Njemačkoj, Poljskoj, Rusiji i Ugarskoj. Mnoštvo djela mu je ostalo u rukopisu.

## Izbor iz djela
- Nauk karstjanski kratak (glagoljica), (Rim, 1628.).
- Azbukividnik (1629., 1693.), prva hrvatska tropismena početnica (glagoljica, latinica i ćirilica)
- Missal rimskij va ezik slovenskij (Rim, 1631.)
- Časoslov Rimski (1648.)
- De Illyrica lingua
- Dialogus de antiquorum Illyricorum lingua
- Historiola episcopatus ac dioecesis ecclesiae Zagrabiensis
- De ecclesiae Zagrabiensis fundatione
- De Spiritus Sancti processione
- Ordo et series cleri Dioecesis Zagrabiensis 8. Martii 1574. in synodo
- jedanaest pisama zagrebačkom biskupu Benediktu Vinkoviću